# 'n Beetje verliefd (André Hazes)
'n Beetje verliefd is een single uit 1981 van de Nederlandse zanger André Hazes. Het is het eerste nummer van het album Gewoon André.
Het lied werd geschreven door de voormalige leden van Catapult, Aart Mol, Geertjan Hessing, Cees Bergman, Elmer Veerhoff en Erwin van Prehn, op een tekst van de zanger zelf.
In Nederland werd de plaat in het najaar van 1981 veel gedraaid op Hilversum 1 en Hilversum 3 en werd zodoende een gigantische hit. De single bereikte de 2e positie in de Nationale Hitparade en de 3e positie in zowel de Nederlandse Top 40 als de TROS Top 50. In België bereikte de plaat de 19e positie in de Vlaamse Radio 2 Top 30.

## Tracklist
1. 'n Beetje verliefd 4:13
2. Mijn concurrent 3:58

## Hitnoteringen

### Nederlandse Top 40
| Hitnotering: 12-09-1981 t/m 05-12-1981 | Hitnotering: 12-09-1981 t/m 05-12-1981 | Hitnotering: 12-09-1981 t/m 05-12-1981 | Hitnotering: 12-09-1981 t/m 05-12-1981 | Hitnotering: 12-09-1981 t/m 05-12-1981 | Hitnotering: 12-09-1981 t/m 05-12-1981 | Hitnotering: 12-09-1981 t/m 05-12-1981 | Hitnotering: 12-09-1981 t/m 05-12-1981 | Hitnotering: 12-09-1981 t/m 05-12-1981 | Hitnotering: 12-09-1981 t/m 05-12-1981 | Hitnotering: 12-09-1981 t/m 05-12-1981 | Hitnotering: 12-09-1981 t/m 05-12-1981 | Hitnotering: 12-09-1981 t/m 05-12-1981 | Hitnotering: 12-09-1981 t/m 05-12-1981 | Hitnotering: 12-09-1981 t/m 05-12-1981 |
| Week                                   | 1                                      | 2                                      | 3                                      | 4                                      | 5                                      | 6                                      | 7                                      | 8                                      | 9                                      | 10                                     | 11                                     | 12                                     | 13                                     |                                        |
| -------------------------------------- | -------------------------------------- | -------------------------------------- | -------------------------------------- | -------------------------------------- | -------------------------------------- | -------------------------------------- | -------------------------------------- | -------------------------------------- | -------------------------------------- | -------------------------------------- | -------------------------------------- | -------------------------------------- | -------------------------------------- | -------------------------------------- |
| Positie                                | 32                                     | 21                                     | 13                                     | 8                                      | 3                                      | 3                                      | 5                                      | 6                                      | 11                                     | 13                                     | 21                                     | 31                                     | 39                                     | uit                                    |

### Nationale Hitparade
| Hitnotering: 19-09-1981 t/m 26-12-1981 | Hitnotering: 19-09-1981 t/m 26-12-1981 | Hitnotering: 19-09-1981 t/m 26-12-1981 | Hitnotering: 19-09-1981 t/m 26-12-1981 | Hitnotering: 19-09-1981 t/m 26-12-1981 | Hitnotering: 19-09-1981 t/m 26-12-1981 | Hitnotering: 19-09-1981 t/m 26-12-1981 | Hitnotering: 19-09-1981 t/m 26-12-1981 | Hitnotering: 19-09-1981 t/m 26-12-1981 | Hitnotering: 19-09-1981 t/m 26-12-1981 | Hitnotering: 19-09-1981 t/m 26-12-1981 | Hitnotering: 19-09-1981 t/m 26-12-1981 | Hitnotering: 19-09-1981 t/m 26-12-1981 | Hitnotering: 19-09-1981 t/m 26-12-1981 | Hitnotering: 19-09-1981 t/m 26-12-1981 | Hitnotering: 19-09-1981 t/m 26-12-1981 | Hitnotering: 19-09-1981 t/m 26-12-1981 |
| Week                                   | 1                                      | 2                                      | 3                                      | 4                                      | 5                                      | 6                                      | 7                                      | 8                                      | 9                                      | 10                                     | 11                                     | 12                                     | 13                                     | 14                                     | 15                                     |                                        |
| -------------------------------------- | -------------------------------------- | -------------------------------------- | -------------------------------------- | -------------------------------------- | -------------------------------------- | -------------------------------------- | -------------------------------------- | -------------------------------------- | -------------------------------------- | -------------------------------------- | -------------------------------------- | -------------------------------------- | -------------------------------------- | -------------------------------------- | -------------------------------------- | -------------------------------------- |
| Positie                                | 31                                     | 9                                      | 2                                      | 3                                      | 6                                      | 4                                      | 5                                      | 5                                      | 8                                      | 18                                     | 16                                     | 20                                     | 23                                     | 40                                     | 45                                     | uit                                    |

### TROS Top 50
Hitnotering: 10-09-1981 t/m 10-12-1981. Hoogste notering: #3 (2 weken).

### Evergreen Top 1000
| 'n Beetje verliefd in de Evergreen Top 1000 | 'n Beetje verliefd in de Evergreen Top 1000 | 'n Beetje verliefd in de Evergreen Top 1000 | 'n Beetje verliefd in de Evergreen Top 1000 | 'n Beetje verliefd in de Evergreen Top 1000 | 'n Beetje verliefd in de Evergreen Top 1000 | 'n Beetje verliefd in de Evergreen Top 1000 | 'n Beetje verliefd in de Evergreen Top 1000 | 'n Beetje verliefd in de Evergreen Top 1000 | 'n Beetje verliefd in de Evergreen Top 1000 | 'n Beetje verliefd in de Evergreen Top 1000 |
| Jaar                                        | 2008                                        | 2009                                        | 2010                                        | 2011                                        | 2012                                        | 2013                                        | 2014                                        | 2015                                        | 2016                                        | 2017                                        |
| ------------------------------------------- | ------------------------------------------- | ------------------------------------------- | ------------------------------------------- | ------------------------------------------- | ------------------------------------------- | ------------------------------------------- | ------------------------------------------- | ------------------------------------------- | ------------------------------------------- | ------------------------------------------- |
| Positie                                     | –                                           | –                                           | –                                           | –                                           | –                                           | 637                                         | 545                                         | 810                                         | 0                                           | 0                                           |

### NPO Radio 2 Top 2000
| Nummer met noteringen in de NPO Radio 2 Top 2000 | '99 | '00 | '01 | '02 | '03 | '04 | '05 | '06 | '07 | '08 | '09  | '10  | '11  | '12 | '13  | '14  | '15  | '16  | '17  | '18  | '19  | '20  | '21  | '22  | '23  | '24  |
| ------------------------------------------------ | --- | --- | --- | --- | --- | --- | --- | --- | --- | --- | ---- | ---- | ---- | --- | ---- | ---- | ---- | ---- | ---- | ---- | ---- | ---- | ---- | ---- | ---- | ---- |
| Een beetje verliefd                              | 535 | 348 | 710 | 569 | 572 | 454 | 570 | 727 | 612 | 584 | 1269 | 1249 | 1298 | 458 | 1322 | 1624 | 1883 | 1787 | 1758 | 1199 | 1101 | 1209 | 1015 | 1154 | 1104 | 1078 |

1. ↑  Een vetgedrukt getal geeft de hoogste notering aan.

## Parodieën, coverversies en toepassingen
Het lied werd een kwart eeuw na dato gebruikt in verschillende scènes van de film 'n Beetje Verliefd, die naar dit nummer vernoemd werd.
Er zijn ook verschillende bewerkingen van 'n Beetje verliefd gemaakt:
- Rubberen Robbie maakte in 1983 een parodieuze medley van Hazesnummers; Een beetje verliefd werd Een beetje verziekt.
- Cabaret-trio Enge Buren maakte de parodie Verliefd beetje een waarin alle zinnen achterstevoren gezongen worden.
- Zelf maakte Hazes voor het TROS programma Love Letters (22 januari 1992) een nieuwe tekst over een mislukte vakantie. Hij zong het in duet met Linda de Mol.
- De Amerikaanse zanger Joe Bourne nam een Engelstalige versie op (A Little in Love) voor zijn covers-album Bourne in Holland
- In de film: Ik ben Joep Meloen van andre van Duin, die kort hierna uitkwam, was het het nummer in stukjes in cafe's en op de radio ook te horen.